# Croft (Leicestershire)
Pour les articles homonymes, voir Croft.
Croft est un village et une paroisse civile du Leicestershire, en Angleterre. Il est situé à une dizaine de kilomètres au sud-ouest du centre-ville de Leicester. Administrativement, il relève du district de Blaby. Au moment du recensement de 2011, il comptait 1 639 habitants.